# San Antonio (Arismendi)
Pour les articles homonymes, voir San Antonio (homonymie).
San Antonio est l'une des quatre paroisses civiles de la municipalité d'Arismendi dans l'État de Barinas au Venezuela. Sa capitale est San Antonio. En 2018, sa population s'élève à 6 098 habitants.

## Géographie

### Démographie
Hormis sa capitale San Antonio, la paroisse civile possède plusieurs localités dont :
- Bancos de Boral
- Hato Viejo
- Jobote
- La Casualidad
- La Manguera
- Los Cañitos
- Los Manguitos
- Orozco
- San Antonio